# Opel 30/32 PS
L'Opel 30/32 PS est une voiture de la catégorie luxueuse construite par Adam Opel KG de 1904 à 1905.

## Historique et technologie
La 30/32 PS était plus grosse et nettement plus chère que la 20/22 PS introduite un an plus tôt. Cela signifiait que la plus grande Opel de l’époque couvrait le segment intermédiaire de la catégorie des luxueuses. Comme la plupart des Opel de l'époque, la voiture était encore fabriquée sous licence Darracq.
Le moteur était un moteur quatre cylindres d'une cylindrée de 4 730 cm³ (alésage × course = 112 mm × 120 mm), qui produisait 30 ch (22 kW) à 1 400 tr/min. Le moteur à commande latérale était refroidi par eau. Le carburateur à piston était doté d'un préchauffage pour le mélange air-carburant. Chaque cylindre avait deux bougies d'allumage, l'une alimentée par un allumage par batterie et l'autre par un allumage magnéto. La puissance du moteur était transmise à l'essieu arrière via un embrayage à cône en cuir, une boîte de vitesses manuelle à trois vitesses avec levier sur le volant et un arbre à cardan. La vitesse maximale de la voiture était de 60 km/h.
Le cadre était constitué de profilés en acier. Les deux essieux rigides étaient suspendus à des ressorts à lames longitudinaux semi-elliptiques. Le frein de service agissait sur l’arbre de sortie de la transmission. Le frein à main a été conçu comme un frein à bande agissant sur les roues arrière.
Il y avait trois styles de carrosserie, un tonneau, un phaéton à deux places et une voiture de tourisme à quatre places. La variante la moins chère (le phaéton), coûtait 17 000 Reichsmark.
Fin 1905, la construction de la 30/32 PS est arrêtée. La successeur était le modèle 25/30 PS plus grosse.